# Пшеменчани
Пшеменчани (пол. Przemęczany) — село в Польщі, у гміні Радземиці Прошовицького повіту Малопольського воєводства.
Населення — 288 осіб (2011).
У 1975-1998 роках село належало до Краківського воєводства.

## Демографія
Демографічна структура станом на 31 березня 2011 року:
|          | Загалом | Допрацездатний вік | Працездатний вік | Постпрацездатний вік |
| -------- | ------- | ------------------ | ---------------- | -------------------- |
| Чоловіки | 134     | 28                 | 88               | 18                   |
| Жінки    | 154     | 35                 | 86               | 33                   |
| Разом    | 288     | 63                 | 174              | 51                   |